# منى جبور
منى جبور (20 سبتمبر 1942 - 24 يناير 1964) هي روائية لبنانية. وتعتبر واحدة من الطلائع الرائدة التي شكلت المشهد الثقافي الأدبي في بيروت في الستينيات إلى جانب ليلى بعلبكي.

## حياتها
وُلدت جبور في القبيات في قضاء عكار بلبنان، وألّفت رواية "فتاة تافهة" عام 1960. يستكشف الكتاب حياة شابة تدعى ندى تعاني من الاكتئاب بسبب محاولات والدها تلقينها عقيدة الأنوثة التقليدية، على خلفية بيروت الحديثة. ثم نُشرت روايتها الثانية "الغربان والمسوح البيضاء" بعد وفاتها عام 1966.

## وفاتها
انتحرت عام 1964 عن عمر يناهز 22.

## مؤلفاتها
1. الغربان والمسوح البيضاء.[9]
2. فتاة تافهة.[4]